# الغنيمي
قرية الغنيمى هي إحدى القرى التابعة لمركز قلين في محافظة كفر الشيخ في جمهورية مصر العربية. حسب إحصاءات سنة 2006، بلغ إجمالي السكان في الغنيمى 6689 نسمة، منهم 3436 رجل و3253 امرأة.